# Manoir de Soisay
Le manoir de Soisay, situé sur les communes de La Perrière et de Belforêt-en-Perche (Orne) dans le parc naturel régional du Perche, est un édifice du XVIe siècle, inscrit à l'Inventaire supplémentaire des monuments historiques par arrêté du 6 avril 1988.
Il fut habité par Anselme de Fontenay. Propriété privée, la visite est accompagnée dans le parc comme à l'intérieur durant l'été.

## Historique
Construit durant la première moitié du XVIe siècle par François du Grenier et son épouse Françoise Carel, le manoir est vendu à Anselme de Fontenay le 13 septembre 1600. 
Frère de Pierre de Fontenay, gouverneur du Perche pour le roi, Anselme de Fontenay reçoit de Louis XIII le titre de seigneur-châtelain qui lui confère « l'exercice de la justice haute, moyenne et basse en toutes matières civiles et criminelles, suivant la coutume du grand Perche ».
À la disparition de Marie de La Martelière, Soisay est occupé par des fermiers jusqu'au XXe siècle. 
Le manoir est cédé en 1978 à André Loth qui fait inscrire Soisay à l'Inventaire supplémentaire des monuments historiques. Son épouse, passionnée de botanique, plante tout le massif boisé d'essences parfois rares.  
Le compositeur et chef d'orchestre Laurent Petitgirard réside plusieurs années à Soisay et y compose son premier opéra Joseph Merrick dit Elephant Man.  
Depuis 2006, Soisay reçoit durant l'été des artistes plasticiens en résidence,. Des stages d'écriture, de chant, de yoga y sont proposés. Le manoir est l'une des étapes du festival de musique Les Musicales de Mortagne et du Perche,.  
Soisay accueille dans ses jardins des sculptures contemporaines,.    
Jardin potager et cultures sont gérés en agriculture bio.

## Architecture
Anselme de Fontenay et sa femme Marie de la Martelière entreprennent d'importants travaux d'extension. Le corps de logis, flanqué à l'origine d'une tour latérale, est  complété de part et d'autre de grands bâtiments de communs (1605) ouvrant sur une cour rectangulaire précédée d'une allée. 
La tour latérale disparaît au profit d'un pavillon carré : une aile perpendiculaire au logis est alors ajoutée. A l'angle oriental, une tour d'escalier dessert le corps de logis et le pavillon carré. Ce dernier conserve une cheminée au linteau sculpté et peint. A l'étage, la grande salle présente une cheminée remarquable par son décor, également sculpté et peint. Autrefois, une cloison en torchis surmontée de quatre panneaux de bois peints divisait cette salle. 
Les communs comprennent un colombier carré avec des pierres d'angles en grès roussard, typique des colombiers de cette région.

## Protection
Les façades et toitures du manoir, ainsi que cinq cheminées et, dans la grande salle à l'étage, les éléments subsistants de l'ancienne cloison de bois avec ses panneaux peints façades sont inscrits au titre des monuments historiques par arrêté du 6 avril 1988, tout comme les façades et toitures des bâtiments nord des communs.